# Lac Tikem
Le lac Tikem est situé au Tchad.